# Hipismo nos Jogos Olímpicos de Verão de 2008 - CCE por equipes

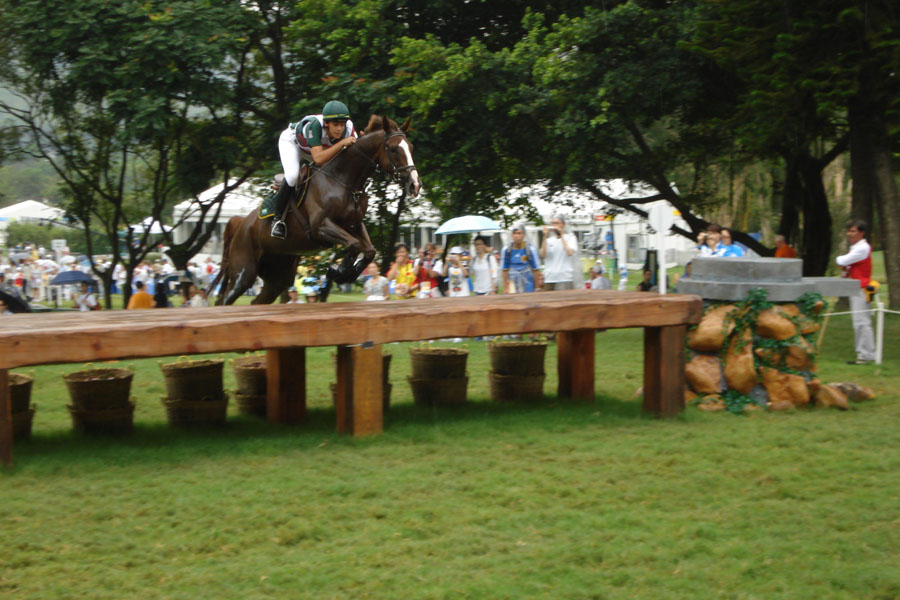
Ginete salta obstáculo no CCE.

O Concurso Completo de Equitação (CCE) por equipes do hipismo nos Jogos Olímpicos de Verão de 2008 se realizou entre os dias 9 e 12 de Agosto de 2008 na Arena Eqüestre de Hong Kong.

## Medalhistas
| Ouro   | GER Alemanha Peter Thomsen (The Ghost of Hamish) Frank Ostholt (Mr. Medicott) Andreas Dibowski (Butts Leon) Ingrid Klimke (Abraxxas) Hinrich Romeike (Marius)              |
| Prata  | AUS Austrália Shane Rose (All Luck) Sonja Johnson (Ringwould Jaguar) Lucinda Fredericks (Headley Britannia) Clayton Fredericks (Ben Along Time) Megan Jones (Irish Jester) |
| Bronze | GBR Grã-Bretanha Sharon Hunt (Tankers Town) Daisy Dick (Spring Along) William Fox-Pitt (Parkmore Ed) Kristina Cook (Miners Frolic) Mary King (Call Again Cavalier)         |

## Resultado

### Adestramento
| País               | Resultado           | Resultado            | Resultado | Penalizações | Posição |
| País               | Atleta              | Cavalo               | Pen.      | Penalizações | Posição |
| ------------------ | ------------------- | -------------------- | --------- | ------------ | ------- |
| AUS Austrália      | Clayton Fredericks  | Ben Along Time       | 37.00     | 102.80       | 1       |
| AUS Austrália      | Lucinda Fredericks  | Headley Britannia    | 30.40     | 102.80       | 1       |
| AUS Austrália      | Megan Jones         | Irish Jester         | 35.40     | 102.80       | 1       |
| AUS Austrália      | Sonja Johnson       | Ringwould Jaguar     | 45.20 #   | 102.80       | 1       |
| AUS Austrália      | Shane Rose          | All Luck             | 53.30 #   | 102.80       | 1       |
| GER Alemanha       | Peter Thomsen       | The Ghost Of Hamish  | 53.30 #   | 110.50       | 2       |
| GER Alemanha       | Frank Ostholt       | Mr. Medicott         | 44.60 #   | 110.50       | 2       |
| GER Alemanha       | Hinrich Romeike     | Marius               | 37.40     | 110.50       | 2       |
| GER Alemanha       | Ingrid Klimke       | Butts Abraxxas       | 33.50     | 110.50       | 2       |
| GER Alemanha       | Andreas Dibowski    | Butts Leon           | 39.60     | 110.50       | 2       |
| USA Estados Unidos | Amy Tryon           | Poggio II            | 46.50 #   | 115.60       | 3       |
| USA Estados Unidos | Gina Miles          | Mckinlaigh           | 39.30     | 115.60       | 3       |
| USA Estados Unidos | Rebecca Holder      | Courageous Comet     | 35.70     | 115.60       | 3       |
| USA Estados Unidos | Karen O'Connor      | Mandiba              | 41.90 #   | 115.60       | 3       |
| USA Estados Unidos | Phillip Dutton      | Connaught            | 40.60     | 115.60       | 3       |
| GBR Grã-Bretanha   | Daisy Dick          | Spring Along         | 51.70 #   | 121.80       | 4       |
| GBR Grã-Bretanha   | William Fox-Pitt    | Parkmore Ed          | 50.20 #   | 121.80       | 4       |
| GBR Grã-Bretanha   | Kristina Cook       | Miners Frolic        | 40.20     | 121.80       | 4       |
| GBR Grã-Bretanha   | Sharon Hunt         | Tankers Town         | 43.50     | 121.80       | 4       |
| GBR Grã-Bretanha   | Mary King           | Call Again Cavalier  | 38.10     | 121.80       | 4       |
| ITA Itália         | Vittoria Panizzon   | Rock Model           | 50.60 #   | 127.40       | 5       |
| ITA Itália         | Stefano Brecciaroli | Cappa Hill           | 50.00 #   | 127.40       | 5       |
| ITA Itália         | Fabio Magni         | Southern King V      | 49.60     | 127.40       | 5       |
| ITA Itália         | Susanna Bordone     | Ava                  | 37.80     | 127.40       | 5       |
| ITA Itália         | Roberto Rotatori    | Irham De Viages      | 40.00     | 127.40       | 5       |
| NZL Nova Zelândia  | Mark Todd           | Gandalf              | 49.40 #   | 136.50       | 6       |
| NZL Nova Zelândia  | Heelan Tompkins     | Sugoi                | 55.60 #   | 136.50       | 6       |
| NZL Nova Zelândia  | Andrew Nicholson    | Lord Killinghurst    | 44.60     | 136.50       | 6       |
| NZL Nova Zelândia  | Joe Meyer           | Snip                 | 43.90     | 136.50       | 6       |
| NZL Nova Zelândia  | Caroline Powell     | Lenamore             | 48.00     | 136.50       | 6       |
| SWE Suécia         | Katrin Norling      | Pandora              | 52.00     | 140.00       | 7       |
| SWE Suécia         | Linda Algotsson     | Stand By Me          | 41.50     | 140.00       | 7       |
| SWE Suécia         | Viktoria Carlerbäck | Bally's Geronimo     | 46.50     | 140.00       | 7       |
| SWE Suécia         | Magnus Gällerdal    | Keymaster            | 54.60 #   | 140.00       | 7       |
| SWE Suécia         | Dag Albert          | Tubber Rebel         | 65.60 #   | 140.00       | 7       |
| FRA França         | Didier Dhennin      | Ismene Du Temple     | 42.80     | 152.70       | 8       |
| FRA França         | Nicolas Touzaint    | Galan De Sauvagere   | 1000.00 # | 152.70       | 8       |
| FRA França         | Eric Vigeanel       | Coronado Prior       | 53.00     | 152.70       | 8       |
| FRA França         | Jean Renaud Adde    | Haston D'Elpegere    | 56.90     | 152.70       | 8       |
| CAN Canadá         | Kyle Carter         | Madison Park         | 63.50 #   | 153.20       | 9       |
| CAN Canadá         | Sandra Donnelly     | Buenos Aries         | 60.20     | 153.20       | 9       |
| CAN Canadá         | Selena O'Hanlon     | Colombo              | 44.10     | 153.20       | 9       |
| CAN Canadá         | Samantha Taylor     | Livewire             | 70.70 #   | 153.20       | 9       |
| CAN Canadá         | Mike Winter         | King Pin             | 48.90     | 153.20       | 9       |
| IRL Irlanda        | Austin O'Connor     | Hobby Du Mee         | 52.80     | 160.80       | 10      |
| IRL Irlanda        | Geoffrey Curran     | Kilkishen            | 61.70 #   | 160.80       | 10      |
| IRL Irlanda        | Louise Lyons        | Watership Down       | 57.40     | 160.80       | 10      |
| IRL Irlanda        | Patricia Ryan       | Fernhill Clover Mist | 78.70 #   | 160.80       | 10      |
| IRL Irlanda        | Niall Griffin       | Lorgaine             | 50.60     | 160.80       | 10      |
| BRA Brasil         | Marcelo Tosi        | Super Rocky          | 64.80     | 180.30       | 11      |
| BRA Brasil         | Jeferson Moreira    | Escudiero            | 55.90     | 180.30       | 11      |
| BRA Brasil         | Saulo Tristao       | Totsie               | 79.60 #   | 180.30       | 11      |
| BRA Brasil         | Andre Paro          | Land Heir            | 59.60     | 180.30       | 11      |

### Cross country
| País               | Resultado           | Resultado            | Resultado          | Pen. total indiv | Pen. total equipe | Posição |
| País               | Atleta              | Cavalo               | Pen. Cross-Country | Pen. total indiv | Pen. total equipe | Posição |
| ------------------ | ------------------- | -------------------- | ------------------ | ---------------- | ----------------- | ------- |
| GER Alemanha       | Peter Thomsen       | The Ghost Of Hamish  | 25.60              | 98.90 #          | 158.10            | 1       |
| GER Alemanha       | Frank Ostholt       | Mr. Medicott         | 13.20              | 57.80 #          | 158.10            | 1       |
| GER Alemanha       | Hinrich Romeike     | Marius               | 12.80              | 50.20            | 158.10            | 1       |
| GER Alemanha       | Ingrid Klimke       | Butts Abraxxas       | 17.20              | 50.70            | 158.10            | 1       |
| GER Alemanha       | Andreas Dibowski    | Butts Leon           | 17.60              | 57.20            | 158.10            | 1       |
| AUS Austrália      | Clayton Fredericks  | Ben Along Time       | 16.40              | 53.40            | 162.00            | 2       |
| AUS Austrália      | Lucinda Fredericks  | Headley Britannia    | 27.20              | 57.60            | 162.00            | 2       |
| AUS Austrália      | Megan Jones         | Irish Jester         | 15.60              | 51.00            | 162.00            | 2       |
| AUS Austrália      | Sonja Johnson       | Ringwould Jaguar     | 13.60              | 58.80 #          | 162.00            | 2       |
| AUS Austrália      | Shane Rose          | All Luck             | 9.20               | 62.50 #          | 162.00            | 2       |
| GBR Grã-Bretanha   | Daisy Dick          | Spring Along         | 17.20              | 68.90 #          | 173.70            | 3       |
| GBR Grã-Bretanha   | William Fox-Pitt    | Parkmore Ed          | 10.00              | 60.20            | 173.70            | 3       |
| GBR Grã-Bretanha   | Kristina Cook       | Miners Frolic        | 17.20              | 57.40            | 173.70            | 3       |
| GBR Grã-Bretanha   | Sharon Hunt         | Tankers Town         | 27.60              | 91.10 #          | 173.70            | 3       |
| GBR Grã-Bretanha   | Mary King           | Call Again Cavalier  | 18.00              | 56.10            | 173.70            | 3       |
| ITA Itália         | Vittoria Panizzon   | Rock Model           | 18.40              | 69.00            | 198.40            | 4       |
| ITA Itália         | Stefano Brecciaroli | Cappa Hill           | 42.00              | 112.00 #         | 198.40            | 4       |
| ITA Itália         | Fabio Magni         | Southern King V      | 50.00              | 119.60 #         | 198.40            | 4       |
| ITA Itália         | Susanna Bordone     | Ava                  | 28.80              | 66.60            | 198.40            | 4       |
| ITA Itália         | Roberto Rotatori    | Irham De Viages      | 22.80              | 62.80            | 198.40            | 4       |
| SWE Suécia         | Katrin Norling      | Pandora              | 16.00              | 68.00            | 200.50            | 5       |
| SWE Suécia         | Linda Algotsson     | Stand By Me          | 22.80              | 64.30            | 200.50            | 5       |
| SWE Suécia         | Viktoria Carlerbäck | Bally's Geronimo     | 26.40              | 72.90 #          | 200.50            | 5       |
| SWE Suécia         | Magnus Gällerdal    | Keymaster            | 13.60              | 68.20            | 200.50            | 5       |
| SWE Suécia         | Dag Albert          | Tubber Rebel         | 27.60              | 93.20 #          | 200.50            | 5       |
| NZL Nova Zelândia  | Mark Todd           | Gandalf              | 27.20              | 76.60            | 210.90            | 6       |
| NZL Nova Zelândia  | Heelan Tompkins     | Sugoi                | 35.20              | 130.80 #         | 210.90            | 6       |
| NZL Nova Zelândia  | Andrew Nicholson    | Lord Killinghurst    | EL                 | 1000.00 #        | 210.90            | 6       |
| NZL Nova Zelândia  | Joe Meyer           | Snip                 | 21.20              | 65.10            | 210.90            | 6       |
| NZL Nova Zelândia  | Caroline Powell     | Lenamore             | 21.20              | 69.20            | 210.90            | 6       |
| USA Estados Unidos | Amy Tryon           | Poggio II            | EL                 | 1000.00 #        | 234.00            | 7       |
| USA Estados Unidos | Gina Miles          | Mckinlaigh           | 16.80              | 56.10            | 234.00            | 7       |
| USA Estados Unidos | Rebecca Holder      | Courageous Comet     | 22.00              | 117.70           | 234.00            | 7       |
| USA Estados Unidos | Karen O'Connor      | Mandiba              | 44.80              | 126.70 #         | 234.00            | 7       |
| USA Estados Unidos | Phillip Dutton      | Connaught            | 19.60              | 60.20            | 234.00            | 7       |
| IRL Irlanda        | Austin O'Connor     | Hobby Du Mee         | 34.40              | 87.20            | 265.10            | 8       |
| IRL Irlanda        | Geoffrey Curran     | Kilkishen            | 30.40              | 87.20            | 265.10            | 8       |
| IRL Irlanda        | Louise Lyons        | Watership Down       | 28.40              | 85.80            | 265.10            | 8       |
| IRL Irlanda        | Patricia Ryan       | Fernhill Clover Mist | 34.80              | 113.50 #         | 265.10            | 8       |
| IRL Irlanda        | Niall Griffin       | Lorgaine             | 26.40              | 97.00 #          | 265.10            | 8       |
| CAN Canadá         | Kyle Carter         | Madison Park         | 18.40              | 81.90            | 287.00            | 9       |
| CAN Canadá         | Sandra Donnelly     | Buenos Aries         | 24.00              | 84.20            | 287.00            | 9       |
| CAN Canadá         | Selena O'Hanlon     | Colombo              | 36.80              | 120.90           | 287.00            | 9       |
| CAN Canadá         | Samantha Taylor     | Livewire             | 69.60              | 180.30 #         | 287.00            | 9       |
| CAN Canadá         | Mike Winter         | King Pin             | 56.80              | 125.70 #         | 287.00            | 9       |
| BRA Brasil         | Marcelo Tosi        | Super Rocky          | 24.80              | 89.60            | 295.10            | 10      |
| BRA Brasil         | Jeferson Moreira    | Escudiero            | 50.80              | 106.70           | 295.10            | 10      |
| BRA Brasil         | Saulo Tristao       | Totsie               | EL                 | 1000.00 #        | 295.10            | 10      |
| BRA Brasil         | Andre Paro          | Land Heir            | 39.20              | 98.80            | 295.10            | 10      |
| FRA França         | Didier Dhennin      | Ismene Du Temple     | 14.00              | 56.80            | 1135.80           | 11      |
| FRA França         | Nicolas Touzaint    | Galan De Sauvagere   | WD                 | 1000.00 #        | 1135.80           | 11      |
| FRA França         | Eric Vigeanel       | Coronado Prior       | 26.00              | 79.00            | 1135.80           | 11      |
| FRA França         | Jean Renaud Adde    | Haston D'Elpegere    | EL                 | 1000.000         | 1135.80           | 11      |

### Saltos
| País               | Resultado           | Resultado            | Resultado   | Pen. total indiv | Pen. total equipe | Posição |
| País               | Atleta              | Cavalo               | Pen. Saltos | Pen. total indiv | Pen. total equipe | Posição |
| ------------------ | ------------------- | -------------------- | ----------- | ---------------- | ----------------- | ------- |
| GER Alemanha       | Peter Thomsen       | The Ghost Of Hamish  | 4.00        | 102.90 #         | 166.10            |         |
| GER Alemanha       | Frank Ostholt       | Mr. Medicott         | 0.00        | 57.80 #          | 166.10            |         |
| GER Alemanha       | Hinrich Romeike     | Marius               | 4.00        | 54.20            | 166.10            |         |
| GER Alemanha       | Ingrid Klimke       | Abraxxas             | 4.00        | 54.70            | 166.10            |         |
| GER Alemanha       | Andreas Dibowski    | Butts Leon           | 0.00        | 57.20            | 166.10            |         |
| AUS Austrália      | Clayton Fredericks  | Ben Along Time       | 4.00        | 57.40            | 171.20            |         |
| AUS Austrália      | Lucinda Fredericks  | Headley Britannia    | 2.00        | 59.60 #          | 171.20            |         |
| AUS Austrália      | Megan Jones         | Irish Jester         | 4.00        | 55.00            | 171.20            |         |
| AUS Austrália      | Sonja Johnson       | Ringwould Jaguar     | 0.00        | 58.80            | 171.20            |         |
| AUS Austrália      | Shane Rose          | All Luck             | 8.00        | 70.50 #          | 171.20            |         |
| GBR Grã-Bretanha   | Daisy Dick          | Spring Along         | 11.00       | 79.90 #          | 185.70            |         |
| GBR Grã-Bretanha   | William Fox-Pitt    | Parkmore Ed          | 4.00        | 64.20            | 185.70            |         |
| GBR Grã-Bretanha   | Kristina Cook       | Miners Frolic        | 0.00        | 57.40            | 185.70            |         |
| GBR Grã-Bretanha   | Sharon Hunt         | Tankers Town         | 4.00        | 95.10 #          | 185.70            |         |
| GBR Grã-Bretanha   | Mary King           | Call Again Cavalier  | 8.00        | 64.10            | 185.70            |         |
| SWE Suécia         | Katrin Norling      | Pandora              | 5.00        | 73.00            | 230.50            | 4       |
| SWE Suécia         | Linda Algotsson     | Stand By Me          | 0.00        | 64.30            | 230.50            | 4       |
| SWE Suécia         | Viktoria Carlerbäck | Bally's Geronimo     | WD          | 1000.00 #        | 230.50            | 4       |
| SWE Suécia         | Magnus Gällerdal    | Keymaster            | WD          | 1000.00 #        | 230.50            | 4       |
| SWE Suécia         | Dag Albert          | Tubber Rebel         | 27.60       | 93.20            | 230.50            | 4       |
| NZL Nova Zelândia  | Mark Todd           | Gandalf              | 1.00        | 77.60            | 240.90            | 5       |
| NZL Nova Zelândia  | Heelan Tompkins     | Sugoi                | 8.00        | 138.80 #         | 240.90            | 5       |
| NZL Nova Zelândia  | Andrew Nicholson    | Lord Killinghurst    | EL          | 1000.00 #        | 240.90            | 5       |
| NZL Nova Zelândia  | Joe Meyer           | Snip                 | 25.00       | 90.10            | 240.90            | 5       |
| NZL Nova Zelândia  | Caroline Powell     | Lenamore             | 4.00        | 73.20            | 240.90            | 5       |
| ITA Itália         | Vittoria Panizzon   | Rock Model           | 0.00        | 69.00            | 246.40            | 6       |
| ITA Itália         | Stefano Brecciaroli | Cappa Hill           | 4.00        | 116.00 #         | 246.40            | 6       |
| ITA Itália         | Fabio Magni         | Southern King V      | 0.00        | 119.60 #         | 246.40            | 6       |
| ITA Itália         | Susanna Bordone     | Ava                  | 20.00       | 86.60            | 246.40            | 6       |
| ITA Itália         | Roberto Rotatori    | Irham De Viages      | 28.00       | 90.80            | 246.40            | 6       |
| USA Estados Unidos | Amy Tryon           | Poggio II            | EL          | 1000.00 #        | 250.00            | 7       |
| USA Estados Unidos | Gina Miles          | Mckinlaigh           | 0.00        | 56.10            | 250.00            | 7       |
| USA Estados Unidos | Rebecca Holder      | Courageous Comet     | 8.00        | 125.70           | 250.00            | 7       |
| USA Estados Unidos | Karen O'Connor      | Mandiba              | 5.00        | 131.70 #         | 250.00            | 7       |
| USA Estados Unidos | Phillip Dutton      | Connaught            | 8.00        | 68.20            | 250.00            | 7       |
| IRL Irlanda        | Austin O'Connor     | Hobby Du Mee         | 0.00        | 87.20            | 276.10            | 8       |
| IRL Irlanda        | Geoffrey Curran     | Kilkishen            | 2.00        | 89.20            | 276.10            | 8       |
| IRL Irlanda        | Louise Lyons        | Watership Down       | 9.00        | 94.80            | 276.10            | 8       |
| IRL Irlanda        | Patricia Ryan       | Fernhill Clover Mist | 13.00       | 126.50 #         | 276.10            | 8       |
| IRL Irlanda        | Niall Griffin       | Lorgaine             | 12.00       | 109.00 #         | 276.10            | 8       |
| CAN Canadá         | Kyle Carter         | Madison Park         | 14.00       | 95.90            | 321.00            | 9       |
| CAN Canadá         | Sandra Donnelly     | Buenos Aries         | 8.00        | 92.20            | 321.00            | 9       |
| CAN Canadá         | Selena O'Hanlon     | Colombo              | 12.00       | 132.90           | 321.00            | 9       |
| CAN Canadá         | Samantha Taylor     | Livewire             | 8.00        | 188.30 #         | 321.00            | 9       |
| CAN Canadá         | Mike Winter         | King Pin             | 20.00       | 145.70 #         | 321.00            | 9       |
| BRA Brasil         | Marcelo Tosi        | Super Rocky          | 0.00        | 89.60            | 334.10            | 10      |
| BRA Brasil         | Jeferson Moreira    | Escudiero            | 4.00        | 110.70           | 334.10            | 10      |
| BRA Brasil         | Saulo Tristao       | Totsie               | EL          | 1000.00 #        | 334.10            | 10      |
| BRA Brasil         | Andre Paro          | Land Heir            | 35.00       | 133.80           | 334.10            | 10      |
| FRA França         | Didier Dhennin      | Ismene Du Temple     | 3.00        | 59.80            | 1138.80           | 11      |
| FRA França         | Nicolas Touzaint    | Galan De Sauvagere   | WD          | 1000.00 #        | 1138.80           | 11      |
| FRA França         | Eric Vigeanel       | Coronado Prior       | 0.00        | 79.00            | 1138.80           | 11      |
| FRA França         | Jean Renaud Adde    | Haston D'Elpegere    | EL          | 1000.000         | 1138.80           | 11      |

- # = não contabilizados para a soma da equipe
- EL = eliminado
- WD = abandonou